# Rasbora sumatrana
Cá lòng tong đá (Danh pháp khoa học: Rasbora sumatrana) là một loài cá lòng tong trong họ cá chép thuộc chi Rasbora phân bố ở vùng Mekong, Chao Phraya và lưu vực sông Mekong, đông nam Thái Lan, tây nam Campuchia, Vùng bán đảo Malaysia, Sumatra và phía tây Borneo. Nó ít gặp ở Đồng bằng sông Cửu Long, Việt Nam. Môi trường sống của chúng là ở nước ngọt.

## Đặc điểm
Đầu nhỏ, nhọn, hình nón. Miệng trên có duỗi được. Thân thon dài, dẹp bên. Vi đuôi chia làm hai thùy bằng nhau, rãnh chẻ tương đương ½ chiều dài của vi. Phân nửa trên của thân và đầu cá màu nâu và nhạt dần xuống bụng, bụng có màu trắng. Dọc theo trực giữa thân có 1 sọc đen kéo dài từ sau nắp mang điến điểm gốc vi đuôi. Các gốc vi có màu trắng.